# فويلة صينية
فويلة صينية (الاسم العلمي:Hedysarum chinense) هي نوع من النباتات يتبع جنس الفويلة من الفصيلة البقولية.